# Campo de rugby de Fuentenueva
El campo de rugby de Fuentenueva se encuentra dentro de las instalaciones deportivas del mismo nombre que son propiedad de la Universidad de Granada. En este recinto juegan sus partidos como local todos los equipos del C.D. Universidad de Granada Rugby así como las selecciones Universitarios que participan en los Campeonatos Universitarios y otros equipos de la entidad académica.
Situado entre las calles Rector Martín Ocete, avenida de Severo Ochoa y los paseíllos universitarios del Profesor Juan Ossorio de la capital nazarí, es actualmente, el único campo dedicado en exclusiva a la práctica de este deporte en toda la provincia de Granada. Con una orientación Norte-Sur, tiene una capacidad para 1.000 espectadores aproximadamente y cuenta con una única grada situada en el fondo norte. Sin embargo, es frecuente la afluencia de aficionados en ambos laterales del campo.
Frecuentemente se especula con la posibilidad de la demolición del campo como parte de diversos proyectos de ampliación de la cercana estación de RENFE, pero en la última remodelación sustancial a consecuencia de la implantación de una línea de tren de superficie, ésta respeta la posición actual del campo.